# Le Voyage sur Jupiter
Le Voyage sur Jupiter (Viaje a Júpiter) es una película muda francesa de 1909 con guion y dirección de Segundo de Chomón.

## Argumento
Un rey medieval, su astrónomo y su bufón se ponen a observar Júpiter con un telescopio. Proyectan un viaje a dicho planeta, pero sin intención de ir; van al balcón a mirar nuevamente a Júpiter, y de paso miran al Sol, a la Luna y a Saturno, sin restarle mayor atención al gigante naranja.
El Rey se entusiasma con Júpiter. El astrónomo y el bufón lo acompañan a su cama para que duerma la siesta. 
Como ha quedado fascinado por ese planeta, el Rey sueña que una escalera lo lleva hasta su superficie, que empieza a recorrer con emoción. Su inmensa alegría asusta a los "jupiterianos", que lo atacan y lo llevan con el Rey del planeta, quien quiere matarlo; pero al ver que no logra herirlo, lo levanta y lo arroja a la Tierra. 
En su cama y ante el bufón, el rey terrestre se despierta alborotado.